# 保加尔市
保加尔市，在八至十五世纪是伏尔加保加利亚首都，在伏尔加河傍，在喀山以南130公里。遗址在1991年发掘，被命名为保加尔市。

## 历史
这地方在8世纪成为伏尔加保加利亚首都，后来因经常被入侵，轉到另一首都不里阿耳。金帐汗国时代，这里是巴什基尔部。
在脱脱迷失时代，被帖木儿摧毁，之后没再恢复。1431年再被莫斯科公国瓦西里二世摧毁，到喀山汗国时复兴为宗教中心，之后俄国征服这里，在苏联时代这里是俄国穆斯林到麦加朝圣第一站。

## 重要性
这里是保加尔人中世纪的首都，在喀山汗国与韃靼斯坦也是文化中心。